# 광화상장

광화상장

광화상장(光華商場)는 타이완 타이베이시 중정 구에 있는 쇼핑 센터이다.